# Stanisław Zabłocki
Stanisław Zabłocki (ur. 5 lipca 1950 w Częstochowie) – polski prawnik specjalizujący się w prawie karnym, sędzia Sądu Najwyższego w stanie spoczynku, w latach 1991–2014 członek Państwowej Komisji Wyborczej, w latach 2016–2020 prezes Sądu Najwyższego kierujący Izbą Karną.

## Życiorys
Syn Marii i Stanisława Zabłockich. Ukończył w 1974 studia na Wydziale Prawa i Administracji Uniwersytetu Warszawskiego, pozostając do 1977 pracownikiem naukowym w Instytucie Prawa Karnego UW. W latach 1974–1977 odbył aplikację sądową, po której zdał egzamin sędziowski. W latach 1978–1980 odbył aplikację adwokacką zakończoną egzaminem adwokackim. W latach 1980–1991 praktykował jako adwokat, był członkiem władz samorządowych adwokatury warszawskiej, występował głównie jako obrońca w sprawach karnych. Pełnił funkcję przewodniczącego komisji szkolenia aplikantów przy Okręgowej Radzie Adwokackiej w Warszawie, brał udział w pracach Ośrodka Badawczego Adwokatury przy Naczelnej Radzie Adwokackiej. W 1986 został powołany przez ministra sprawiedliwości w skład komisji ds. opracowywania propozycji zmian prawa karnego.
W 1990 występował przed Izbą Wojskową Sądu Najwyższego w procesie rewizyjnym rotmistrza Witolda Pileckiego. Po ogłoszeniu przez Sąd Najwyższy wyroku uniewinniającego przewodniczący składu sądzącego pułkownik Stanisław Kosmal zakończył rozprawę słowami: Tak więc mec. Zabłocki będzie mógł złożyć swój ostatni meldunek rotmistrzowi Pileckiemu... Niech to będzie meldunek od wszystkich uczciwych żołnierzy. Było to nawiązanie do fragmentu mowy końcowej obrońcy.
Od wielu lat jest członkiem kolegiów redakcyjnych i rad programowych czasopism prawniczych, takich jak „Przegląd Sądowy”, „Palestra” oraz kwartalnik „Iustitia” (organ Stowarzyszenia Sędziów Polskich „Iustitia”).
W kwietniu 1991 został powołany na sędziego Sądu Najwyższego. W 1996 został przewodniczącym Wydziału V Kasacyjnego, a w 2001 przewodniczącym Wydziału I Zagadnień Prawnych tej izby.
Jako sędzia sprawozdawca występował w wielu medialnych procesach kasacyjnych, m.in. Bogusława Bagsika, Lwa Rywina oraz tzw. łowców skór. Od 1991 był także członkiem Państwowej Komisji Wyborczej. 1 grudnia 2014 wraz z siedmioma innymi członkami PKW zrezygnował z tej funkcji.
W 1996 został delegowany przez pierwszego prezesa Sądu Najwyższego do prac w komisjach Senatu RP nad kodeksem postępowania karnego. W 1999 powołany przez ministra sprawiedliwości w skład kilkuosobowej komisji ds. nowelizacji procedury karnej, a następnie do komisji ds. reformy prawa karnego. W 2000 powołany przez prezydenta RP do zespołu ds. nowelizacji kodyfikacji karnych. Członek trzech kolejnych komisji kodyfikacyjnych prawa karnego, w 2006 ustąpił wraz z innymi członkami przed upływem kadencji, solidaryzując się z odwołanym w trybie nagłym jej przewodniczącym Stanisławem Waltosiem. Powrócił do tej komisji w 2009, uzyskując nominację na kolejną kadencję.
30 sierpnia 2016 na mocy postanowienia wydanego przez prezydenta RP Andrzeja Dudę objął stanowisko prezesa Sądu Najwyższego kierującego Izbą Karną. 12 września 2018 prezydent Andrzej Duda powiadomił go pisemnie, że w tym dniu z mocy ustawy przeszedł jako sędzia Sądu Najwyższego w stan spoczynku. Powrócił do wykonywania obowiązków w październiku 2018 po orzeczeniu Trybunału Sprawiedliwości UE. W lutym 2019 złożył oświadczenie o przejściu w stan spoczynku (od 20 lutego), motywując to negatywną oceną zmian wprowadzonych decyzją prezydenta do regulaminu SN. 19 lutego 2019 pierwsza prezes Sądu Najwyższego Małgorzata Gersdorf wyznaczyła dzień 31 sierpnia 2019 jako datę jego przejścia w stan spoczynku, uzasadniając to „dobrem wymiaru sprawiedliwości”. 30 sierpnia 2019 Stanisław Zabłocki wycofał wniosek o przejście w stan spoczynku, co zaakceptowała pierwsza prezes Sądu Najwyższego. Poinformował jednocześnie, że wniosek ponowi, gdy sytuacja wokół Sądu Najwyższego się unormuje.
13 lutego 2020, w przeddzień wejścia w życie tzw. ustawy represyjnej, przeszedł w stan spoczynku.

## Publikacje
Autor i współautor książek prawniczych, takich jak Postępowanie odwoławcze w k.p.k., po nowelizacji. Komentarz praktyczny, Elementy metodyki pracy sędziego w sprawach karnych i Wzory pism procesowych w sprawach karnych. Opublikował około 200 innych prac (artykuły, glosy, przeglądy orzecznictwa, recenzje) z zakresu prawa karnego i postępowania karnego.

## Ordery i odznaczenia
- Krzyż Oficerski Orderu Odrodzenia Polski – 2011[23]
- Krzyż Kawalerski Orderu Odrodzenia Polski – 2000[24]
- Srebrny Krzyż Zasługi – 1995[25]